# Ericeia rhanteria
Ericeia rhanteria là một loài bướm đêm trong họ Erebidae.